# X (trilogía)
X es una saga de películas slasher estadounidenses divididas en tres partes, todas escritas y dirigidas por Ti West. La franquicia incluye una película original, una precuela y una secuela a la misma. La trama principal encierra al mundo de Maxine Minx y de Pearl, ambas interpretadas por la actriz Mia Goth. Maxine es una joven aspirante a actriz, mientras que Pearl es una mujer anciana que perdió su oportunidad para ser famosa. Mientras que ambos personajes tienen muchas similitudes, se diferencian en sus elecciones de vida. La trilogía funciona como un estudio y sobre las eras cinematográficas y su influencia sobre la sociedad actual, a su vez teniendo a las protagonistas yuxtapuestas para hacerlo.
El primer filme fue recibido muy positivamente, y fue un éxito en la taquilla. Siendo un tributo a las cintas slasher de anteriores décadas, la película fue rápidamente elevada al estatus de terror clásico y generando anticipación sobre su refrescante impacto dentro del género. La precuela obtuvo una recepción aún más positiva por parte de los críticos que la primera entrega, con algunas personas incluso sosteniendo que había mejorado la premisa del filme original. Al igual que su predecesora cronológicamente, tuvo un muy buen resultado en la taquilla. La secuela y última película de las tres, MaXXXine, fue anunciada junto al estreno teatral de Pearl, y se confirmó que el guion ya había sido finalizado y estaban en la etapa de preproducción.

## Películas

### X(2022)
En 1979, Estados Unidos, un equipo de cineastas principiantes está decidido a crear una nueva experiencia en el cine con una exploración en la industria del cine para adultos. El propietario y desarrollador de un espectáculo burlesco llamado Wayne decide que producirá el proyecto bajo su propia concepción y contrata a un director joven e inexperto llamado RJ, mientras que su reservada novia Lorraine lo ayuda con las necesidades técnicas durante la fotografía. La pareja más joven de Wayne, una aspirante a actriz llamada Maxine, protagoniza la producción, junto con las estrellas pornográficas Bobby-Lynne y Jackson. Durante el viaje por carretera a la zona rural de Texas, el grupo tiene sus diferencias, pero finalmente las deja de lado, ya que Wayne cree que obtendrán riquezas y fama con la innovación de este proyecto.
Cuando llegan a su ubicación remota, una cabaña aislada que Wayne alquiló a sus propietarios ya ancianos llamados Howard y su esposa enferma Pearl, inmediatamente comienzan la producción. Sin el conocimiento de los dueños, continúan con su práctica sexual, mientras que Lorraine, a pesar de estar algo incómoda con RJ, decide participar y aparecer en la escena final climática también. Mientras tanto, la curiosidad lleva a Pearl a investigar la cabaña, solo para encontrar las actividades sensuales del equipo. Celosa de su juventud y sexualidad, enojada por su cuerpo envejecido y anhelando un tiempo en el que ella también buscó el estrellato, la anciana comienza a atacarlos uno por uno. Cuando Howard se entera de lo que ha estado sucediendo en su propiedad, ayuda a su esposa en su misión de victimar al joven equipo de filmación. A medida que comienza a desarrollarse una masacre, el grupo lucha por sobrevivir a la noche.

### Pearl(2022)
Pearl es una mujer joven y ambiciosa con deseos de alcanzar el estrellato a nivel nacional en los Estados Unidos de 1918. Una fanática ávida de bailar y las cintas cinematográficas de aquel entonces, la muchacha le expresa su sueño de convertirse en una estrella a su familia. Aunque su esposo no está presente debido a que se encuentra luchando en la Primera Guerra Mundial, encuentra compañía en sus padres, pero ellos la sobrecargan con la estricta ocupación de cuidar a su padre enfermo y con las monótonas rutinas que exige el labor de tener una granja. Su madre alemana Ruth descarta las aspiraciones de Pearl ya que desaprueba la naturaleza explotativa que tienen, y le ordena a su hija que realice las tareas de la casa si planea quedarse con ellos. Aunque inicialmente ve a los animales de la granja como sus amigos y conversa con ellos como si fueran humanos, comienza a descargar sus frustraciones con ellos y comienza a sacrificarlos para apaciguar su ira interna.  
A pesar de estas restricciones, Pearl a menudo se escapa al cine local donde puede ignorar las preocupaciones de su día y fantasear con sus sueños de un futuro diferente a la vida que está viviendo. Al frecuentar las proyecciones, conoce al hombre que se encarga de realizarlas, y en el transcurso del tiempo inicia una relación de coqueteo y lujuria con él. Cuando el proyeccionista le muestra una versión temprana de una película pornográfica con la ausencia del elemento sonoro como era su naturaleza en aquel entonces, le dice que quiere verla en algo similar algún día, lo que hace que Pearl de verdad piense que tiene oportunidades para convertirse en una celebridad. Su sed de interacción sexual continúa reprimiéndose mientras atiende las necesidades de la granja. Mientras tanto, su madre le dice que algo anda mal con ella, y surgen arrebatos de tendencias psicópatas y sociópatas inaceptables. A medida que sus diferencias aumentan, Pearl permite que sus verdaderos deseos antisociales se liberen. Mientras se compromete a convertirse en una asesina en serie a través de actos homicidas, sin darse cuenta sella su destino para evitar una investigación criminal por homicidio. Esto le dificulta entender la realidad de que jamás va a cumplir sus metas y tampoco alcanzar sus sueños ya que tendrá que permanecer anónima en la casa de granja familiar que hereda como consecuencia de sus acciones.

### MaXXXine (2024)
El tercer título de la trilogía se sitúa cronológicamente después de los eventos de X (2022).